# Rosenborg Ballklub 1996
Questa voce raccoglie le informazioni riguardanti il Rosenborg Ballklub nelle competizioni ufficiali della stagione 1996.

## Stagione
Nel campionato 1996, il Rosenborg vinse l'undicesimo titolo nazionale della sua storia, nonché il quinto consecutivo. Si aggiudicò la vittoria con 13 punti di vantaggio sulla prima formazione inseguitrice, il Lillestrøm. Harald Martin Brattbakk, Erik Hoftun, Jørn Jamtfall e Trond Egil Soltvedt furono i calciatori più utilizzati in campionato, con 26 presenze su 26 incontri. Brattbakk fu anche il miglior marcatore con 28 reti. L'avventura nella Coppa di Norvegia 1997 terminò al quarto turno, per mano dello Stabæk. Nella Champions League 1996-1997, invece, il Rosenborg non superò i quarti di finale, venendo eliminato dalla Juventus.

## Maglie e sponsor
Lo sponsor tecnico per la stagione 1996 fu Adidas. La divisa casalinga prevedeva una maglietta bianca con inserti neri, pantaloncini neri e calzettoni bianchi.
| Casa |

## Rosa
| N. |                     | Ruolo | Calciatore              |
| -- | ------------------- | ----- | ----------------------- |
| 1  | Norvegia (bandiera) | P     | Jørn Jamtfall           |
| 2  | Norvegia (bandiera) | C     | Kåre Ingebrigtsen       |
| 3  | Norvegia (bandiera) | D     | Erik Hoftun             |
| 4  | Norvegia (bandiera) | D     | Bjørn Otto Bragstad     |
| 5  | Norvegia (bandiera) | D     | Ståle Stensaas          |
| 6  | Norvegia (bandiera) | C     | Roar Strand             |
| 7  | Norvegia (bandiera) | C     | Tom Kåre Staurvik       |
| 8  | Norvegia (bandiera) | C     | Bent Skammelsrud        |
| 9  | Norvegia (bandiera) | A     | Karl Petter Løken       |
| 10 | Norvegia (bandiera) | A     | Harald Martin Brattbakk |

| N. |                       | Ruolo | Calciatore            |
| -- | --------------------- | ----- | --------------------- |
| 11 | Norvegia (bandiera)   | A     | Mini Jakobsen         |
| 12 | Norvegia (bandiera)   | P     | Thomas André Ødegaard |
| 13 | Norvegia (bandiera)   | D     | Kristian Sørli        |
| 14 | Norvegia (bandiera)   | D     | Vegard Heggem         |
| 15 | Norvegia (bandiera)   | D     | Jon Olav Hjelde       |
| 16 | Norvegia (bandiera)   | A     | Steffen Iversen       |
| 17 | Norvegia (bandiera)   | C     | Karl Oskar Fjørtoft   |
| 18 | Norvegia (bandiera)   | D     | Bjørn Tore Kvarme     |
| 19 | Norvegia (bandiera)   | C     | Johan Petter Winsnes  |
| 20 | Norvegia (bandiera)   | C     | Trond Egil Soltvedt   |
| 21 | Costa Rica (bandiera) | A     | Hernán Medford        |

## Calciomercato

### Sessione invernale
| Acquisti | Acquisti              | Acquisti     | Acquisti   |
| R.       | Nome                  | da           | Modalità   |
| -------- | --------------------- | ------------ | ---------- |
| P        | Thomas André Ødegaard | Strømsgodset | definitivo |
| C        | Karl Oskar Fjørtoft   | Hødd         | definitivo |
| C        | Johan Petter Winsnes  | Byneset      | definitivo |

| Cessioni | Cessioni    | Cessioni | Cessioni |
| R.       | Nome        | a        | Modalità |
| -------- | ----------- | -------- | -------- |
| P        | Ola By Rise |          | ritiro   |

### Sessione estiva
| Acquisti | Acquisti | Acquisti | Acquisti |
| R.       | Nome     | da       | Modalità |
| -------- | -------- | -------- | -------- |

| Cessioni | Cessioni          | Cessioni   | Cessioni   |
| R.       | Nome              | a          | Modalità   |
| -------- | ----------------- | ---------- | ---------- |
| C        | Kåre Ingebrigtsen | Lillestrøm | definitivo |

## Risultati

### Tippeligaen

#### Girone di andata
| Arbitro: | Pedersen (Jeløy) |

|                         |           |  |
| Stensaas 70’ Heggem 89’ | Marcatori |  |

| Arbitro: | Pedersen (Jeløy) |

|          |           |                                                     |
| Moen 50’ | Marcatori | 40’, 48’ Brattbakk 55’, 60’ Skammelsrud 71’ Iversen |

| Arbitro: | Hauge (Bergen) |

|                                      |           |                       |
| Brattbakk 30’, 70’ Staurvik 38’ ? ?’ | Marcatori | 24’ Belsvik 87’ Kaasa |

| Arbitro: | Ditlefsen (Mo i Rana) |

|  |           |                                              |
|  | Marcatori | 25’, 84’ Brattbakk 44’ Staurvik 90’ Soltvedt |

| Arbitro: | Pedersen (Jeløy) |

|                                                                         |           |  |
| Brattbakk 4’, 15’, 26’, 35’, 53’ Strand 29’ Jakobsen 66’, 75’, 77’ ? ?’ | Marcatori |  |

| Arbitro: | Larsgård |

|               |           |             |
| Østenstad 73’ | Marcatori | 63’ Iversen |

| Arbitro: | Pedersen (Jeløy) |

|                                |           |  |
| Frigård 27’, 36’ Solbakken 70’ | Marcatori |  |

| Trondheim 16 maggio 1996, ore ??:?? 8ª giornata | Rosenborg            | 0 – 0 referto | Moss | Lerkendal Stadion (21.385 spett.)\| Arbitro: \| Olsen (Kristiansand) \| |
| Arbitro:                                        | Olsen (Kristiansand) |               |      |                                                                         |

| Arbitro: | Kjelbrott |

|                   |           |            |
| Pedersen 78’, 88’ | Marcatori | 5’ Iversen |

| Arbitro: | Ditlefsen (Lillestrøm) |

|                                                                  |           |               |
| Jakobsen 30’, 33’ Brattbakk 64’, 71’ Iversen 76’ Skammelsrud 89’ | Marcatori | 51’ Michelsen |

| Arbitro: | Staberg (Harstad) |

|  |           |             |
|  | Marcatori | 24’ Iversen |

| Arbitro: | Larsgård |

|                                        |           |  |
| Jakobsen 31’ Iversen 35’ Brattbakk 90’ | Marcatori |  |

| Arbitro: | Ditlefsen (Lillestrøm) |

|  |           |                                           |
|  | Marcatori | 7’ Hjelde 46’, 70’ Brattbakk 52’ Soltvedt |

#### Girone di ritorno
| Arbitro: | Hauge (Bergen) |

|  |           |                                 |
|  | Marcatori | 34’, 68’ Jakobsen 83’ Brattbakk |

| Arbitro: | Skjervold (Lillestrøm) |

|                            |           |               |
| Soltvedt 23’ Brattbakk 60’ | Marcatori | 73’ Rushfeldt |

| Arbitro: | Hauge (Bergen) |

|                                          |           |                                             |
| Belsvik 19’ Kaasa 35’, 37’ Holter 90'+1’ | Marcatori | 6’ Staurvik 39’, 42’ Brattbakk 44’ Soltvedt |

| Arbitro: | Ditlefsen (Mo i Rana) |

|                                                                   |           |  |
| Skammelsrud 23’, 80’ Jakobsen 35’ Brattbakk 50’, 89’ Soltvedt 73’ | Marcatori |  |

| Arbitro: | Pedersen (Jeløy) |

|                              |           |                                         |
| Gylfason 55’ Mjelde 69’, 85’ | Marcatori | 21’ Brattbakk 38’ Jakobsen 48’ Bragstad |

| Arbitro: | Ditlefsen (Lillestrøm) |

|                             |           |              |
| Skammelsrud 28’ Iversen 63’ | Marcatori | 41’ Pedersen |

| Arbitro: | Pedersen (Jeløy) |

|                                                                          |           |                            |
| Soltvedt 15’ Strand 17’ Brattbakk 19’ Iversen 23’, 50’ Jakobsen 29’, 74’ | Marcatori | 55’ Schiller 79’ Solbakken |

| Moss 4 settembre 1996, ore ??:?? 21ª giornata | Moss   | 0 – 0 referto | Rosenborg | Melløs Stadion (4.565 spett.)\| Arbitro: \| Nilsen \| |
| Arbitro:                                      | Nilsen |               |           |                                                       |

| Arbitro: | Hansen |

|                           |           |               |
| Soltvedt 20’ Jakobsen 51’ | Marcatori | 15’ Haraldsen |

| Arbitro: | Pedersen (Jeløy) |

|  |           |                            |
|  | Marcatori | 48’ Brattbakk 75’ Bragstad |

| Arbitro: | Øvrebø (Oslo) |

|                                                        |           |  |
| Strand 30’ Soltvedt 59’ Iversen 74’ Brattbakk 75’, 79’ | Marcatori |  |

| Arbitro: | Nilsen |

|                                                              |           |                                         |
| Skammelsrud 25’ (aut.) Engerbakk 46’ Karlsrud 78’ Håpnes 82’ | Marcatori | 17’ Soltvedt 47’ Jakobsen 72’ Brattbakk |

| Arbitro: | Kamben (Stathelle) |

|                           |           |  |
| Jakobsen 45’ Soltvedt 60’ | Marcatori |  |

### Coppa di Norvegia
| 23 maggio 1996 | Nidelv | 0 – 9 referto | Rosenborg |  |

| 12 giugno 1996 | Rosenborg | 6 – 0 referto | Ranheim |  |

| 27 giugno 1996 | Hødd | 1 – 7 referto | Rosenborg |  |

| 17 luglio 1996 | Stabæk | 4 – 2 referto | Rosenborg |  |

### Champions League
| Arbitro: | Piraux |

|              |           |  |
| Warzycha 19’ | Marcatori |  |

| Arbitro: | Durkin |

|                                   |           |  |
| Strand 63’ Iversen 94’ Heggem 97’ | Marcatori |  |

| Arbitro: | Ouzounov |

|                     |           |                                        |
| Erlingmark 38’, 49’ | Marcatori | 32’ Jakobsen 52’ Iversen 64’ Brattbakk |

| Arbitro: | Elleray |

|              |           |                              |
| Soltvedt 16’ | Marcatori | 6’, 23’, 25’ Simone 56’ Weah |

| Arbitro: | Agius |

|  |           |            |
|  | Marcatori | 90’ Jardel |

| Arbitro: | Heynemann |

|                                    |           |  |
| Zahovič 32’ Drulović 41’ Artur 60’ | Marcatori |  |

| Arbitro: | Blareau |

|                 |           |  |
| Skammelsrud 66’ | Marcatori |  |

| Arbitro: | Bikas |

|             |           |                          |
| Dugarry 45’ | Marcatori | 30’ Brattbakk 70’ Heggem |

| Arbitro: | Batta |

|              |           |           |
| Soltvedt 51’ | Marcatori | 54’ Vieri |

| Arbitro: | Melo Pereira |

|                               |           |  |
| Zidane 28’ Amoruso 89’ (rig.) | Marcatori |  |

## Statistiche

### Statistiche di squadra
| Competizione      | Punti | In casa | In casa | In casa | In casa | In casa | In casa | In trasferta | In trasferta | In trasferta | In trasferta | In trasferta | In trasferta | Totale | Totale | Totale | Totale | Totale | Totale | DR  |
| Competizione      | Punti | G       | V       | N       | P       | Gf      | Gs      | G            | V            | N            | P            | Gf           | Gs           | G      | V      | N      | P      | Gf     | Gs     | DR  |
| ----------------- | ----- | ------- | ------- | ------- | ------- | ------- | ------- | ------------ | ------------ | ------------ | ------------ | ------------ | ------------ | ------ | ------ | ------ | ------ | ------ | ------ | --- |
| Tippeligaen       | 59    | 13      | 12      | 1       | 0       | 51      | 8       | 13           | 6            | 4            | 3            | 31           | 18           | 26     | 18     | 5      | 3      | 82     | 26     | +56 |
| Coppa di Norvegia | -     | 1       | 1       | 0       | 0       | 6       | 0       | 3            | 2            | 0            | 1            | 18           | 5            | 4      | 3      | 0      | 1      | 24     | 5      | +19 |
| Champions League  | -     | 5       | 2       | 1       | 2       | 6       | 6       | 5            | 2            | 0            | 3            | 5            | 9            | 10     | 4      | 1      | 5      | 11     | 15     | -4  |
| Totale            | -     | 19      | 15      | 2       | 2       | 63      | 14      | 21           | 10           | 4            | 7            | 54           | 32           | 40     | 25     | 6      | 9      | 117    | 46     | +71 |

### Statistiche dei giocatori
| Giocatore       | Tippeligaen | Tippeligaen | Tippeligaen | Tippeligaen | Coppa di Norvegia | Coppa di Norvegia | Coppa di Norvegia | Coppa di Norvegia | Champions League | Champions League | Champions League | Champions League | Totale   | Totale | Totale      | Totale     |
| Giocatore       | Presenze    | Reti        | Ammonizioni | Espulsioni  | Presenze          | Reti              | Ammonizioni       | Espulsioni        | Presenze         | Reti             | Ammonizioni      | Espulsioni       | Presenze | Reti   | Ammonizioni | Espulsioni |
| --------------- | ----------- | ----------- | ----------- | ----------- | ----------------- | ----------------- | ----------------- | ----------------- | ---------------- | ---------------- | ---------------- | ---------------- | -------- | ------ | ----------- | ---------- |
| B. Bragstad     | 8           | 2           | ?           | ?           | ?                 | ?                 | ?                 | ?                 | ?                | ?                | ?                | ?                | 8+       | 2+     | ?           | ?          |
| H. Brattbakk    | 26          | 28          | ?           | ?           | ?                 | ?                 | ?                 | ?                 | ?                | ?                | ?                | ?                | 26+      | 28+    | ?           | ?          |
| K. Fjørtoft     | 17          | 0           | ?           | ?           | ?                 | ?                 | ?                 | ?                 | ?                | ?                | ?                | ?                | 17+      | 0+     | ?           | ?          |
| V. Heggem       | 14          | 1           | ?           | ?           | ?                 | ?                 | ?                 | ?                 | ?                | ?                | ?                | ?                | 14+      | 1+     | ?           | ?          |
| J. Hjelde       | 16          | 1           | ?           | ?           | ?                 | ?                 | ?                 | ?                 | ?                | ?                | ?                | ?                | 16+      | 1+     | ?           | ?          |
| E. Hoftun       | 26          | 0           | ?           | ?           | ?                 | ?                 | ?                 | ?                 | ?                | ?                | ?                | ?                | 26+      | 0+     | ?           | ?          |
| K. Ingebrigtsen | 5           | 0           | ?           | ?           | ?                 | ?                 | ?                 | ?                 | ?                | ?                | ?                | ?                | 5+       | 0+     | ?           | ?          |
| S. Iversen      | 25          | 10          | ?           | ?           | ?                 | ?                 | ?                 | ?                 | ?                | ?                | ?                | ?                | 25+      | 10+    | ?           | ?          |
| K. Ingebrigtsen | 5           | 0           | ?           | ?           | ?                 | ?                 | ?                 | ?                 | ?                | ?                | ?                | ?                | 5+       | 0+     | ?           | ?          |
| S. Iversen      | 25          | 10          | ?           | ?           | ?                 | ?                 | ?                 | ?                 | ?                | ?                | ?                | ?                | 25+      | 10+    | ?           | ?          |
| M. Jakobsen     | 25          | 15          | ?           | ?           | ?                 | ?                 | ?                 | ?                 | ?                | ?                | ?                | ?                | 25+      | 15+    | ?           | ?          |
| J. Jamtfall     | 26          | 0           | ?           | ?           | ?                 | ?                 | ?                 | ?                 | ?                | ?                | ?                | ?                | 26+      | 0+     | ?           | ?          |
| B. Kvarme       | 12          | 0           | ?           | ?           | ?                 | ?                 | ?                 | ?                 | ?                | ?                | ?                | ?                | 12+      | 0+     | ?           | ?          |
| K. Løken        | 18          | 0           | ?           | ?           | ?                 | ?                 | ?                 | ?                 | ?                | ?                | ?                | ?                | 18+      | 0+     | ?           | ?          |
| T. Ødegaard     | 0           | 0           | 0           | 0           | ?                 | ?                 | ?                 | ?                 | ?                | ?                | ?                | ?                | 0+       | 0+     | 0+          | 0+         |
| B. Skammelsrud  | 23          | 6           | ?           | ?           | ?                 | ?                 | ?                 | ?                 | ?                | ?                | ?                | ?                | 23+      | 6+     | ?           | ?          |
| T. Soltvedt     | 26          | 10          | ?           | ?           | ?                 | ?                 | ?                 | ?                 | ?                | ?                | ?                | ?                | 26+      | 10+    | ?           | ?          |
| K. Sørli        | ?           | ?           | ?           | ?           | ?                 | ?                 | ?                 | ?                 | ?                | ?                | ?                | ?                | ?        | ?      | ?           | ?          |
| T. Staurvik     | 20          | 3           | ?           | ?           | ?                 | ?                 | ?                 | ?                 | ?                | ?                | ?                | ?                | 20+      | 3+     | ?           | ?          |
| S. Stensaas     | 25          | 1           | ?           | ?           | ?                 | ?                 | ?                 | ?                 | ?                | ?                | ?                | ?                | 25+      | 1+     | ?           | ?          |
| R. Strand       | 18          | 3           | ?           | ?           | ?                 | ?                 | ?                 | ?                 | ?                | ?                | ?                | ?                | 18+      | 3+     | ?           | ?          |
| J. Winsnes      | 0           | 0           | 0           | 0           | ?                 | ?                 | ?                 | ?                 | ?                | ?                | ?                | ?                | 0+       | 0+     | 0+          | 0+         |